# Ptilinopus epius
El tilopo de Oberholser (Ptilinopus epius) es una especie de ave columbiforme de la familia Columbidae.

## Distribución geográfica
Es endémica de las selvas de Célebes (Indonesia).

## Estado de conservación
Está amenazada por la pérdida de hábitat.